# Зихерхајтсполицај
Зихерхајтсполицај (Безбедносна полиција) био је израз у нацистичкој Немачкој који је описивао безбедносне агенције унутар Рајха. Између 1936. и 1939, састојао се из Гестапоа и Криминалполицај.
Након почетка Другог светског рата, 1939, Зихерхајтсполицај је постала Рајхсзихерхајтсхауптамт (Главна безбедносна канцеларија Рајха), али се израз Зихерхајтсполицај користио и током, а и после рата од стране страних служби.